# ダグラス DC-5
ダグラス DC-5 (Douglas DC-5) とは、アメリカ合衆国の航空機メーカーであったダグラス社が開発したレシプロ双発旅客機。1939年2月20日初飛行。

## 概要
有名なDC（ダグラス商用航空機）シリーズで最も少ない生産数（試作機の性格が強いDC-1を除けば）として有名である。また16～22席という座席も少ないもので、高翼構造というのもダグラス社の航空機では異例であった。高翼・三輪式の機体としては世界初だったとされている。
この飛行機はDC-3やDC-4より短く、需要も少ないルートを目的として開発されたが、1940年に就航する頃には、多くの航空会社は第二次世界大戦のために発注をキャンセルしており、またダグラス社も戦時生産体制に移行しており、少数機の生産で打ち切られた。第二次世界大戦終結後も、軍より放出されたC-47が大量に残存したこともあり再製造は行われなかった。

## 生産型
民間向けのDC-5は、1機の試作機と4機の量産型が作られた。皮肉にも8席の座席を持つ試作機は、ライバルであるボーイング社の創業者であるウィリアム・E・ボーイングの自家用機になったが、第二次世界大戦にアメリカが参戦した後にアメリカ海軍に徴用された。
その他の4機は、オランダのKLMオランダ航空に引き渡すことになっていたが、1939年9月の第二次世界大戦の勃発後にオランダがドイツの占領下に置かれてしまったために、植民地であるオランダ領東インドのオランダ領インド航空で使用された。
ペンシルバニア・セントラル航空から6機、コロンビア・ドイツ航空公社からは2機の発注があったがいずれもキャンセルされている。
さらにその後大東亜戦争において、同地を植民地として支配していたオランダ軍を放逐した日本軍が、オランダ軍の撤退時に同盟国のオーストラリアに持ち出せなかった2機を鹵獲し、テスト飛行ののちに現地で輸送機として運用した他、日本本土に空輸し羽田空港で戦利品として展示した。輸送機としても使用したが終戦後に廃棄された。
残りの2機は脱出し、オーストラリアで運用された。そして、1948年にDC-5の生き残っていた機体はイスラエルに輸出された。一方、アメリカ陸軍の輸送機としては「C-110」と称された。またアメリカ海軍では16人乗りの兵員輸送機として「R3D-1」、アメリカ海兵隊では22人乗りの空挺部隊用として「R3D-2」、上記のウィリアム・ボーイングの自家用機は「R3D-3」と呼ばれていた。

## 主なユーザー

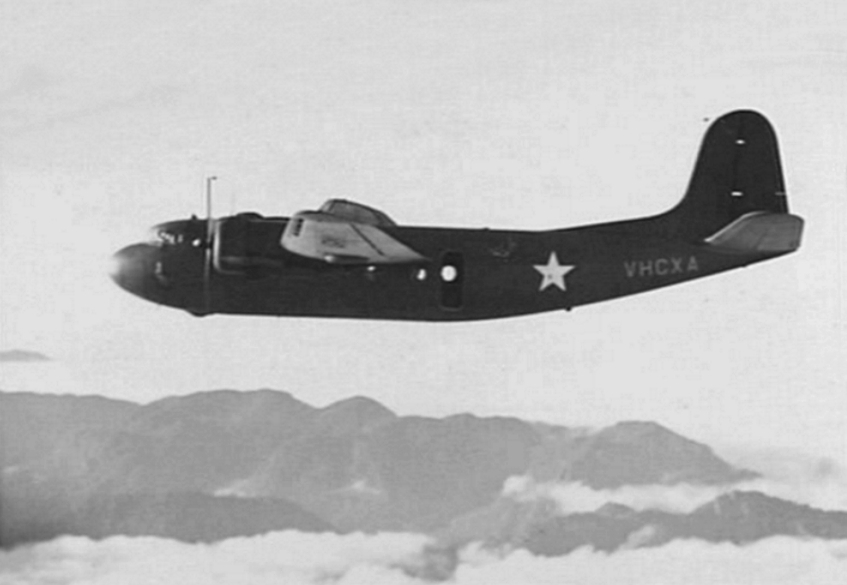
アメリカ陸軍のC-110

- KLMオランダ航空
- オランダ領インド航空
- オーストラリアン・ナショナル・エアウェイズ
- 大日本帝国陸軍
- オーストラリア空軍
- イスラエル空軍
- アメリカ陸軍
- アメリカ海軍
- ウィリアム・ボーイング